# Jörg Auf der Heyde
Jörg Auf der Heyde (* 14. Dezember 1934; † 11. Juni 1989) war ein deutscher Jurist und Fußballfunktionär.

## Leben
Auf der Heyde studierte von 1955 bis 1959 Rechtswissenschaft und promovierte mit einer Dissertationsschrift über Dauerschuldverhältnisse. Zunächst war er freier Rechtsanwalt. Ab 1965 arbeitete er für den Bielefelder Lebensmittelkonzern Dr. Oetker GmbH und stieg dort zum Syndikus, dem Chefjuristen, auf.
Als der Verein Arminia Bielefeld im Jahre 1971 in den Bundesliga-Skandal verwickelt war, bei dem der Verein seine Gegner bestach, um die nötigen Punkte für den Klassenerhalt zu erlangen, wurde Auf der Heyde zusammen mit Studienrat Wolfgang Walkenhorst Vizepräsident der Arminia. Auf der Heyde wäre von Firmenchef August Oetker zu diesem Engagement gedrängt worden. Im April 1973 wurde Auf der Heyde dann Vereinspräsident als Nachfolger von Alfred Rahe.
Zu diesem Zeitpunkt war der Verein mit etwa einer Million Mark verschuldet und in seiner Existenz bedroht. Durch ein Sanierungskonzept konnte der Verein seine Schulden abtragen und qualifizierte sich 1974 für die neu gegründete 2. Bundesliga. 1978 und 1980 stiegen die Bielefelder wieder in die Bundesliga auf. 1985 stieg die Arminia überraschend wieder ab und war mit rund drei Millionen Mark verschuldet. Auf der Heyde weilte zu dieser Zeit beruflich in Südamerika, so dass er im Februar 1986 sein Amt niederlegte. Neue Präsidentin wurde Gisela Schwerdt, die als erste Frau den Vorsitz eines deutschen Profifußballclubs übernahm.